# ميكو هيوز
ميكو هيوز (بالإنجليزية: Miko Hughes) مواليد 22 فبراير 1986 في أببل فالي، الولايات المتحدة، هو ممثل أمريكي بدأ مسيرته الفنية سنة 1988.

## الأعمال

### أفلام
- أبولو 13 (1995)
- الرعد الاستوائي (2008)
- مقبرة القطط (1989)

### مسلسلات
| السنة | العمل             | الدور           |
| ----- | ----------------- | --------------- |
| 1991  | بيفرلي هيلز 90210 | ينغ تشاكي       |
| 1992  | ملروس بليس        | ديفيد باترسون   |
| 1994  | المربية           |                 |
| 1990  | فول هاوس          | آرون بيلي       |
| 1995  | ممسوس بملاك       | دانييل دنكان    |
| 1995  | الحياة مع لوي     | تومي أندرسون    |
| 1998  | بيواتش            |                 |
| 2000  | روزويل            | نيكولاس كروفورد |
| 2002  | هيا آرنولد!       |                 |
| 2003  | بوسطن العامة      | بيتر فيلدمان    |
| 2005  | فيرونيكا مارس     |                 |
| 2006  | سكرابز            |                 |

## روابط خارجية
- ميكو هيوز على موقع IMDb (الإنجليزية)
- ميكو هيوز على موقع ميتاكريتيك (الإنجليزية)
- ميكو هيوز على موقع روتن توميتوز (الإنجليزية)
- ميكو هيوز على موقع أول موفي (الإنجليزية)
- ميكو هيوز على موقع إن إن دي بي (الإنجليزية)
- ميكو هيوز على موقع ديسكوغز (الإنجليزية)
- ميكو هيوز على موقع قاعدة بيانات الفيلم (الإنجليزية)